# 薩普托體育場
薩普托體育場（法語：Stade Saputo）是加拿大魁北克省蒙特利爾的一座足球專用體育場，位於奧林匹克公園內，奧林匹克體育場旁邊。從2008年開始，薩普托體育場就是CF蒙特利爾（原名蒙特利爾衝擊）的主場。